# BMW-Werk Steyr

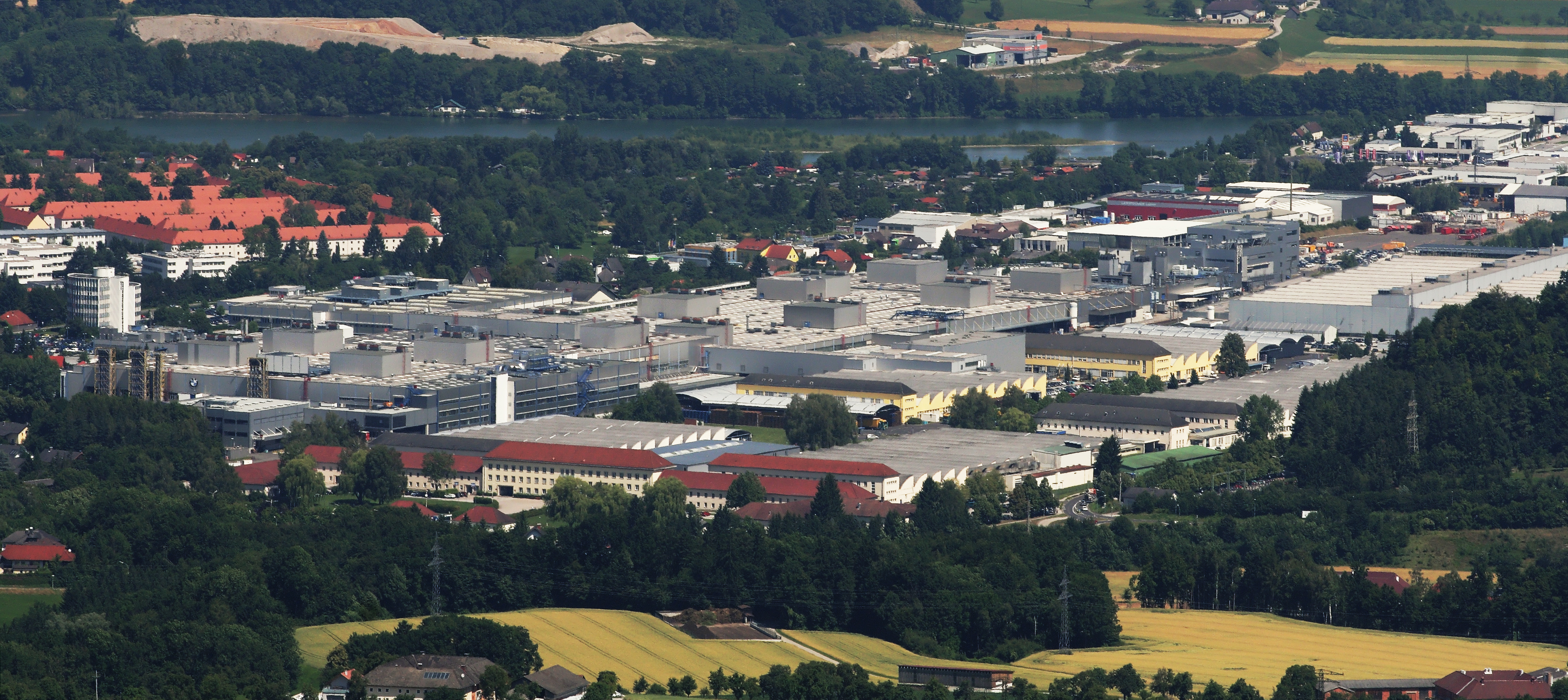
Das Werk Steyr und davor das SKF-Wälzlagerwerk

Das BMW-Werk Steyr (heutige Eigenbezeichnung: BMW Group Werk Steyr), betrieben von der ebendort ansässigen BMW Motoren GmbH, ist das größte Motorenwerk und Dieselkompetenzzentrum des Automobilherstellers BMW. Mittlerweile produziert das Werk über eine Million Motoren pro Jahr. Es wurde 1979 gegründet und nahm 1982 die Produktion auf. Im Jahr 2016 wurden im BMW Group Werk Steyr insgesamt 1.261.499 Motoren produziert.
Das Werk befindet sich auf dem Gelände der ehemaligen Steyr-Werke und ging aus dem Geschäftsbereich Motorenbau der Steyr-Daimler-Puch AG hervor. Mehr als die Hälfte aller Fahrzeuge der BMW Group werden von einem in Steyr hergestellten Motor angetrieben. Aus Steyr wurden und werden Motoren auch an Lincoln, Landrover, Opel und Toyota geliefert.
Im Werk Steyr werden auch Komponenten für die E-Modelle von BMW hergestellt (HEAT – Highly-integrated Electric Drive Train).
Am Werksgelände befindet sich auch das BMW-Entwicklungszentrum (rund 700 Beschäftigte). Neben der Entwicklung von Dieselmotoren, werden auch E-Antriebe für volumenstarke, kleinere Fahrzeugbaureihen sowie Ladeequipment und Kühlungen für E-Fahrzeuge entwickelt.
Mitte des Jahres 2025 begann man, wie angekündigt, mit der Produktion von Elektromotoren für PKW. Die Produktion soll bis auf eine Jahresproduktion von 600.000 Stück hochgefahren werden.

## Motoren
| Motor | Hubraum  | Zylinder | Leistung                | Bauzeit      |
| ----- | -------- | -------- | ----------------------- | ------------ |
| B38   | 1497 cm³ | 3        | 55–170 kW (75–231 PS)   | seit 09/2013 |
| B48   | 1998 cm³ | 4        | 135–190 kW (184–258 PS) | seit 09/2013 |
| B58   | 2998 cm³ | 6        | 240–275 kW (326–374 PS) | seit 04/2015 |
| S58   | 2993 cm³ | 6        | 338–405 kW (460–550 PS) | seit 2019    |
| N63   | 4395 cm³ | 8        | 300–390 kW (408–530 PS) | seit 2023    |
| S63   | 4395 cm³ | 8        | 408–441 kW (555–600 PS) | seit 2023    |

| Motor | Hubraum  | Zylinder | Leistung                | Bauzeit      |
| ----- | -------- | -------- | ----------------------- | ------------ |
| B47   | 1995 cm³ | 4        | 85–170 kW (116–231 PS)  | seit 04/2014 |
| B57   | 2993 cm³ | 6        | 195–294 kW (265–400 PS) | seit 06/2015 |

## Ehemalige Produktionen
- M20
- M21
- M40
- M41
- M42
- M43
- M44
- M47
- M50
- M51
- M52
- M54
- M56
- M57
- N52
- N53
- N20
- N54
- N55
- S55
- B37
- N47
- N57